# Élections législatives de 2024 dans l'Hérault
Les élections législatives françaises de 2024 dans le département de l'Hérault se déroulent les 30 juin et 7 juillet 2024. Neuf députés sont à élire dans le cadre de neuf circonscriptions, à la suite de la dissolution de l'Assemblée nationale par Emmanuel Macron.
Le choix de cette dissolution est pris après la défaite de la liste Renaissance aux élections européennes qui ont lieu le 9 juin 2024.

## Contexte
L'Hérault fait partie de la région Occitanie qui, pour favoriser le vote, permettra aux électeurs d'aller voter en leur permettant l'accès gratuit aux trains et bus pour le premier tour et pour le deuxième tour, le 30 juin et le 7 juillet, selon la socialiste Carole Delga, à condition de remplir un formulaire (pour le train) en ligne et de fournir une carte d'électeur,.

### Résultats des élections européennes de 2024 par liste
| Circonscription | RN      | +/-  | ENS     | +/-  | PS-PP   | +/-   | LFI     | +/-   | EELV   | +/-   |
| --------------- | ------- | ---- | ------- | ---- | ------- | ----- | ------- | ----- | ------ | ----- |
| Circonscription |         |      |         |      |         |       |         |       |        |       |
| 1re             | 30,78 % | 5,21 | 12,75 % | 8,8  | 15,25 % | 8,65  | 13,14 % | 6,26  | 5,55 % | 8,8   |
| 2e              | 13,22 % | 0,27 | 10,61 % | 12,8 | 20,42 % | 11,91 | 28,15 % | 17,26 | 9,71 % | 10,25 |
| 3e              | 27,54 % | 7,35 | 14,78 % | 9,62 | 18,22 % | 10,7  | 9,45 %  | 3,4   | 7,29 % | 10,97 |
| 4e              | 34,60 % | 7,99 | 11,85 % | 7,66 | 15,83 % | 9,21  | 9,11 %  | 1,35  | 6,05 % | 10,67 |
| 5e              | 40,87 % | 8,24 | 9,56 %  | 6,96 | 12,83 % | 6,36  | 7,30 %  | 2,06  | 4,07 % | 8,61  |
| 6e              | 45,40 % | 5,77 | 9,83 %  | 6,75 | 9,94 %  | 4,76  | 8,36 %  | 2,02  | 2,47 % | 6,73  |
| 7e              | 43,76 % | 7,8  | 11,08 % | 6,14 | 11,26 % | 6,08  | 7,40 %  | 0,7   | 3,39 % | 6,59  |
| 8e              | 34,94 % | 6,8  | 11,34 % | 7,85 | 14,65 % | 7,64  | 11,99 % | 4,54  | 5,40 % | 9,83  |
| 9e              | 34,94 % | 6,9  | 12,71 % | 8,86 | 14,26 % | 7,95  | 11,04 % | 4,22  | 5,40 % | 8,42  |
| Département     | 34,98 % | 6,4  | 11,65 % | 8,07 | 14,46 % | 7,97  | 10,92 % | 3,46  | 5,32 % | 8,69  |

## Système électoral
Les élections législatives ont lieu au scrutin uninominal majoritaire à deux tours dans des circonscriptions uninominales.
Est élu au premier tour le candidat qui réunit la majorité absolue des suffrages exprimés et un nombre de voix au moins égal au quart des électeurs inscrits dans la circonscription, soit 25 %. Si aucun des candidats ne satisfait ces conditions, un second tour est organisé entre les candidats ayant réuni un nombre de voix au moins égal à un huitième des inscrits, soit 12,5 %. Les deux candidats arrivés en tête du 1er tour se maintiennent néanmoins par défaut si un seul ou aucun d'entre eux n'a atteint ce seuil. Au second tour, le candidat arrivé en tête est déclaré élu,.
Le seuil de qualification basé sur un pourcentage du total des inscrits et non des suffrages exprimés rend plus difficile l'accès au second tour lorsque l'abstention est élevée. Le système permet en revanche l'accès au second tour de plus de deux candidats si plusieurs d'entre eux franchissent le seuil de 12,5 % des inscrits. Les candidats en lice au second tour peuvent ainsi être trois, un cas de figure appelé « triangulaire ». Les second tours où s'affrontent quatre candidats, appelés « quadrangulaire » sont également possibles, mais beaucoup plus rares,.

### Partis et nuances
Les résultats des élections sont publiés en France par le ministère de l'Intérieur, qui classe les partis en leur attribuant des nuances politiques. Ces dernières sont décidées par les préfets, qui les attribuent indifféremment de l'étiquette politique déclarée par les candidats, qui peut être celle d'un parti ou une candidature sans étiquette.
Seuls le Parti communiste français (COM), La France insoumise (FI), le Parti socialiste (SOC), le Parti radical de gauche (RDG), Les Écologistes (VEC), Renaissance (RE), le Mouvement démocrate (MDM), Horizons (HOR), l'Union des démocrates et indépendants (UDI), Les Républicains (LR), le Rassemblement national (RN) et Reconqête (REC) se voient attribuer en 2024 des nuances propres. Les coalitions Ensemble pour la République et Nouveau front populaire, ainsi que les candidats de l'alliance LR-Ciotti-RN, en bénéficient également indirectement, les nuances Ensemble ! (Majorité présidentielle) (ENS), Union de la gauche (UG) et Union de l'extrême-droite (UXD) étant attribuables aux candidats bénéficiant respectivement du soutien de deux partis du centre, de deux partis de gauche ou de deux partis d'extrême-droite,.
Tous les autres partis se voient attribuer l'une ou l'autre des nuances suivantes : EXG (extrême gauche), DVG (divers gauche), ECO (écologiste), REG (régionaliste), DVC (divers centre), DVD (divers droite), DSV (droite souverainiste) et EXD (extrême droite). Des partis comme Debout la France ou Lutte ouvrière ne disposent ainsi pas de nuances propres, et leurs résultats nationaux ne sont pas publiés séparément par le ministère, car mélangés avec d'autres partis (respectivement dans les nuances DSV et EXG).

## Résultats

### Élus
| Circonscription | Député(e) sortant(e)                          | Parti ou nuance | Parti ou nuance | Groupe    | Député(e) élu(e) ou réélu(e) | Parti ou nuance | Parti ou nuance | Groupe  |
| --------------- | --------------------------------------------- | --------------- | --------------- | --------- | ---------------------------- | --------------- | --------------- | ------- |
| 1re             | Philippe Sorez suppléant de Patricia Mirallès |                 | RE - TDP        | RE        | Jean-Louis Roumégas          |                 | LÉ              | ÉcoS    |
| 2e              | Nathalie Oziol                                |                 | LFI             | LFI-NUPES | Nathalie Oziol               |                 | LFI             | LFI-NFP |
| 3e              | Laurence Cristol                              |                 | RE              | RE        | Fanny Dombre-Coste           |                 | PS              | SOC     |
| 4e              | Sébastien Rome                                |                 | LFI             | LFI-NUPES | Manon Bouquin                |                 | RN              | RN      |
| 5e              | Stéphanie Galzy                               |                 | RN              | RN        | Stéphanie Galzy              |                 | RN              | RN      |
| 6e              | Emmanuelle Ménard                             |                 | DVD             | NI        | Julien Gabarron              |                 | RN              | RN      |
| 7e              | Aurélien Lopez-Liguori                        |                 | RN              | RN        | Aurélien Lopez-Liguori       |                 | RN              | RN      |
| 8e              | Sylvain Carrière                              |                 | LFI             | LFI-NUPES | Sylvain Carrière             |                 | LFI             | LFI-NFP |
| 9e              | Patrick Vignal                                |                 | RE              | RE        | Charles Alloncle             |                 | RÀD             | AD!     |

### Taux de participation
| Taux de participation | 1er tour | 1er tour | 1er tour   | 2d tour | 2d tour | 2d tour    | Différence entre les deux tours |
| Taux de participation | En 2022  | En 2024  | Différence | En 2022 | En 2024 | Différence | Différence entre les deux tours |
| --------------------- | -------- | -------- | ---------- | ------- | ------- | ---------- | ------------------------------- |
| À midi                | 18,55 %  | 28,91 %  | 10,36      | 20,07 % | 27,17 % | 7,1        | 1,74                            |
| À 17 heures           | 39,73 %  | 60,35 %  | 20,62      | 39,03 % | 63,74 % | 24,71      | 3,39                            |
| Final                 | 47,98 %  | 69,28 %  | 21,3       | 47,16 % | 69,51 % | 22,35      | 0,23                            |

### Résultats à l'échelle du département

#### Résultats par coalition
| Parti ou coalition                          | Parti ou coalition                          | Parti ou coalition                | Premier tour | Premier tour | Premier tour | Second tour   | Second tour   | Second tour | Total Sièges  | +/-           |  |
| Parti ou coalition                          | Parti ou coalition                          | Parti ou coalition                | Voix         | %            | Sièges       | Voix          | %             | Sièges      | Total Sièges  | +/-           |  |
| ------------------------------------------- | ------------------------------------------- | --------------------------------- | ------------ | ------------ | ------------ | ------------- | ------------- | ----------- | ------------- | ------------- |  |
|                                             |                                             | Rassemblement national (RN)       | 185 960      | 31,91        | 1            | 161 470       | 36,54         | 3           | 4             | 2             |  |
|                                             | Républicains à droite (RAD)                 | 42 625                            | 7,31         | 0            | 54 301       | 12,29         | 1             | 1           | Nv            |               |  |
| Total Rassemblement national et alliés (RN) | Total Rassemblement national et alliés (RN) | 228 585                           | 39,22        | 1            | 215 771      | 48,82         | 4             | 5           | 2             |               |  |
|                                             |                                             | La France insoumise (LFI)         | 104 528      | 17,94        | 1            | 110 194       | 24,93         | 1           | 2             | 1             |  |
|                                             | Parti socialiste (PS)                       | 44 608                            | 7,65         | 0            | 66 032       | 14,94         | 1             | 1           | Nv            |               |  |
|                                             | Les Écologistes (LÉ)                        | 20 851                            | 3,58         | 0            | 31 864       | 7,21          | 1             | 1           | 1             |               |  |
|                                             | Parti communiste français (PCF)             | 18 415                            | 3,16         | 0            |              |               |               | 0           | en stagnation |               |  |
| Total Nouveau Front populaire (NFP)         | Total Nouveau Front populaire (NFP)         | 188 402                           | 32,33        | 1            | 208 090      | 47,08         | 3             | 4           | 1             |               |  |
|                                             |                                             | Renaissance (RE)                  | 55 668       | 9,55         | 0            | Retrait       | Retrait       | Retrait     | 0             | 3             |  |
|                                             | Horizons (HOR)                              | 51 881                            | 8,90         | 0            | Retrait      | Retrait       | Retrait       | 0           | en stagnation |               |  |
|                                             | Parti radical (PRV)                         | 9 369                             | 1,61         | 0            |              |               |               | 0           | en stagnation |               |  |
| Total Ensemble pour la République (ENS)     | Total Ensemble pour la République (ENS)     | 116 918                           | 20,06        | 0            | Retrait      | Retrait       | Retrait       | 0           | 3             |               |  |
|                                             |                                             | Nouvelle Énergie (NÉ)             | 6 129        | 1,05         | 0            |               |               |             | 0             | Nv            |  |
|                                             | Les Républicains (LR)                       | 4 447                             | 0,76         | 0            | 0            | en stagnation |               |             |               |               |  |
| Total Union de la droite et du centre (UDC) | Total Union de la droite et du centre (UDC) | 10 576                            | 1,81         | 0            | 0            | en stagnation |               |             |               |               |  |
|                                             | Lutte ouvrière (LO)                         | Lutte ouvrière (LO)               | 5 357        | 0,92         | 0            | 0             | en stagnation |             |               |               |  |
|                                             | Reconquête (REC)                            | Reconquête (REC)                  | 5 065        | 0,87         | 0            | 0             | en stagnation |             |               |               |  |
|                                             |                                             | L'Écologie autrement (LÉA)        | 4 068        | 0,70         | 0            | 0             | en stagnation |             |               |               |  |
| Total Le Rassemblement (RAS)                | Total Le Rassemblement (RAS)                | 4 068                             | 0,70         | 0            | 0            | en stagnation |               |             |               |               |  |
|                                             | Dissidents Rassemblement national           | Dissidents Rassemblement national | 1 563        | 0,27         | 0            | 0             | Nv            |             |               |               |  |
|                                             |                                             | Cap21                             | 1 479        | 0,25         | 0            | 0             | Nv            |             |               |               |  |
| Total Tous unis pour le Vivant (TUPV)       | Total Tous unis pour le Vivant (TUPV)       | 1 479                             | 0,25         | 0            | 0            | en stagnation |               |             |               |               |  |
|                                             | Verts démocrates (VD)                       | Verts démocrates (VD)             | 1 157        | 0,20         | 0            | 0             | Nv            |             |               |               |  |
|                                             | Dissidents Les Républicains                 | Dissidents Les Républicains       | 899          | 0,15         | 0            | 0             | en stagnation |             |               |               |  |
|                                             | Le Mouvement de la ruralité (LMR)           | Le Mouvement de la ruralité (LMR) | 584          | 0,10         | 0            | 0             | en stagnation |             |               |               |  |
|                                             | Sans étiquette (SE)                         | Sans étiquette (SE)               | 18 108       | 3,11         | 0            | 18 091        | 4,09          | 0           | 0             | en stagnation |  |
|                                             |                                             |                                   |              |              |              |               |               |             |               |               |  |
| Suffrages exprimés                          | Suffrages exprimés                          | Suffrages exprimés                | 582 760      | 97,28        |              | 441 952       | 92,52         |             |               |               |  |
| Votes blancs                                | Votes blancs                                | Votes blancs                      | 11 244       | 1,88         | 27 314       | 5,72          |               |             |               |               |  |
| Votes nuls                                  | Votes nuls                                  | Votes nuls                        | 5 071        | 0,85         | 8 406        | 1,76          |               |             |               |               |  |
| Total                                       | Total                                       | Total                             | 599 075      | 100          | 2            | 477 672       | 100           | 7           | 9             | en stagnation |  |
| Abstentions                                 | Abstentions                                 | Abstentions                       | 265 690      | 30,72        |              | 209 475       | 30,48         |             |               |               |  |
| Inscrits/Participation                      | Inscrits/Participation                      | Inscrits/Participation            | 864 765      | 69,28        | 687 147      | 69,52         |               |             |               |               |  |

#### Résultats par nuance
| Nuance                 | Nuance                               | Nuance                 | Premier tour | Premier tour | Premier tour | Second tour | Second tour   | Second tour | Total Sièges | +/-           |  |
| Nuance                 | Nuance                               | Nuance                 | Voix         | %            | Sièges       | Voix        | %             | Sièges      | Total Sièges | +/-           |  |
| ---------------------- | ------------------------------------ | ---------------------- | ------------ | ------------ | ------------ | ----------- | ------------- | ----------- | ------------ | ------------- |  |
|                        | Union de la gauche                   | UG                     | 188 402      | 32,33        | 1            | 208 090     | 47,08         | 3           | 4            | 1             |  |
|                        | Rassemblement national               | RN                     | 185 960      | 31,91        | 1            | 161 470     | 36,54         | 3           | 4            | 2             |  |
|                        | Ensemble pour la République          | ENS                    | 116 918      | 20,06        | 0            | Retrait     | Retrait       | Retrait     | 0            | 3             |  |
|                        | Union de l'extrême droite            | UXD                    | 42 625       | 7,31         | 0            | 54 301      | 12,29         | 1           | 1            | Nv            |  |
|                        | Divers droite                        | DVD                    | 26 141       | 4,49         | 0            | 18 091      | 4,09          | 0           | 0            | 1             |  |
|                        | Reconquête                           | REC                    | 6 546        | 1,12         | 0            |             |               |             | 0            | en stagnation |  |
|                        | Extrême gauche                       | EXG                    | 5 357        | 0,92         | 0            | 0           | en stagnation |             |              |               |  |
|                        | Les Républicains                     | LR                     | 4 447        | 0,76         | 0            | 0           | en stagnation |             |              |               |  |
|                        | Écologistes                          | ECO                    | 4 068        | 0,70         | 0            | 0           | en stagnation |             |              |               |  |
|                        | Union des démocrates et indépendants | UDI                    | 1 157        | 0,20         | 0            | 0           | en stagnation |             |              |               |  |
|                        | Divers                               | DIV                    | 1 140        | 0,20         | 0            | 0           | en stagnation |             |              |               |  |
|                        |                                      |                        |              |              |              |             |               |             |              |               |  |
| Suffrages exprimés     | Suffrages exprimés                   | Suffrages exprimés     | 582 760      | 97,28        |              | 441 952     | 92,52         |             |              |               |  |
| Votes blancs           | Votes blancs                         | Votes blancs           | 11 244       | 1,88         | 27 314       | 5,72        |               |             |              |               |  |
| Votes nuls             | Votes nuls                           | Votes nuls             | 5 071        | 0,85         | 8 406        | 1,76        |               |             |              |               |  |
| Total                  | Total                                | Total                  | 599 075      | 100          | 2            | 477 672     | 100           | 7           | 9            | en stagnation |  |
| Abstentions            | Abstentions                          | Abstentions            | 265 690      | 30,72        |              | 209 475     | 30,48         |             |              |               |  |
| Inscrits/Participation | Inscrits/Participation               | Inscrits/Participation | 864 765      | 69,28        | 687 147      | 69,52       |               |             |              |               |  |

### Cartes

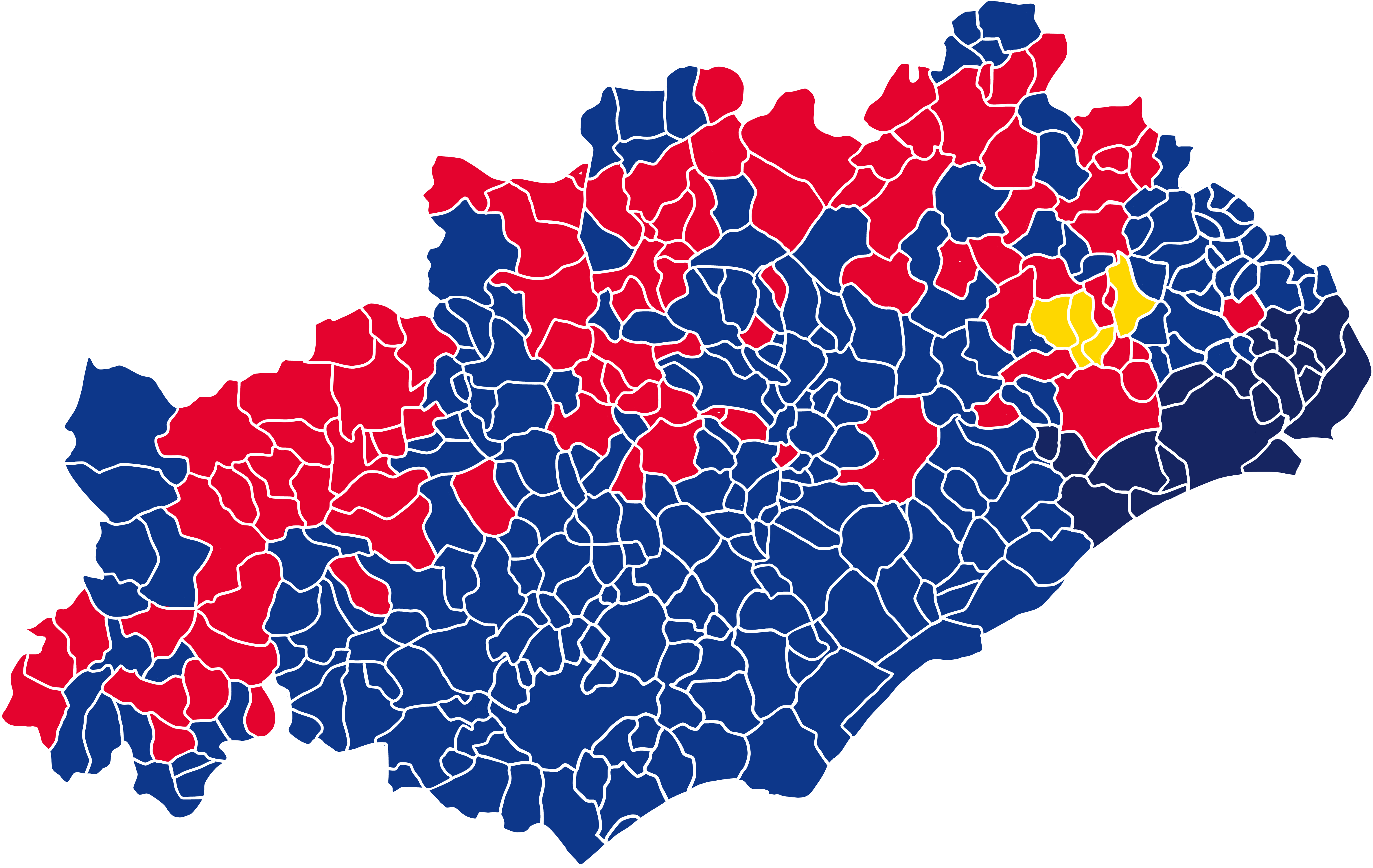
Nuance politique des candidats arrivés en tête dans chaque commune au 1er tour.
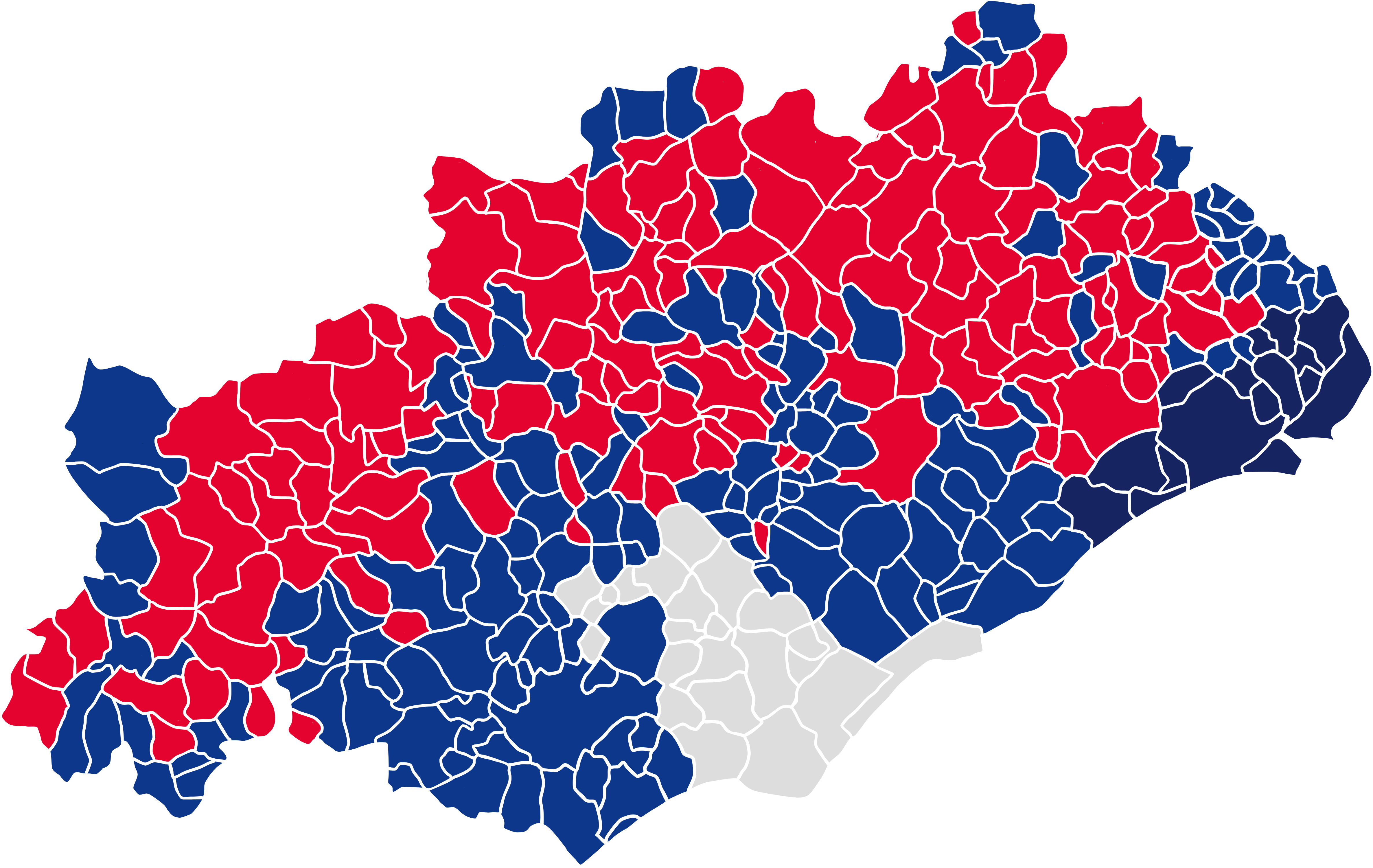
Nuance politique des candidats arrivés en tête dans chaque commune au 2d tour[b].

### Résultats par circonscription

#### Première circonscription
Député sortant : Philippe Sorez (Renaissance - Territoires de progrès), élu en 2022 en tant que suppléant de Patricia Mirallès (Renaissance - Territoires de progrès)
| Candidat                 | Candidat                 | Parti et coalition       | Nuance                   | Premier tour | Premier tour | Second tour | Second tour |
| Candidat                 | Candidat                 | Parti et coalition       | Nuance                   | Voix         | %            | Voix        | %           |
| ------------------------ | ------------------------ | ------------------------ | ------------------------ | ------------ | ------------ | ----------- | ----------- |
|                          | Josyan Oliva             | RÀD (RN)                 | UXD                      | 20 891       | 34,11        | 25 868      | 44,81       |
|                          | Jean-Louis Roumégas      | LÉ (NFP)                 | UG                       | 20 851       | 34,04        | 31 864      | 55,19       |
|                          | Patricia Mirallès        | RE - TdP (ENS)           | ENS                      | 13 806       | 22,54        | Retrait     | Retrait     |
|                          | Éric Chaveroche          | LR (UDC)                 | LR                       | 2 626        | 4,29         |             |             |
|                          | Stéphanie Lévy           | Cap21 (TUPV)             | DVD                      | 1 479        | 2,41         |             |             |
|                          | Alexandre Arguel         | REC                      | REC                      | 1 104        | 1,80         |             |             |
|                          | Morgane Lachiver         | LO                       | EXG                      | 491          | 0,80         |             |             |
|                          |                          |                          |                          |              |              |             |             |
| Votes valides            | Votes valides            | Votes valides            | Votes valides            | 61 248       | 97,82        | 57 732      | 92,82       |
| Votes blancs             | Votes blancs             | Votes blancs             | Votes blancs             | 1 024        | 1,64         | 3 534       | 5,68        |
| Votes nuls               | Votes nuls               | Votes nuls               | Votes nuls               | 339          | 0,54         | 934         | 1,50        |
| Total                    | Total                    | Total                    | Total                    | 62 611       | 100          | 62 200      | 100         |
| Abstention               | Abstention               | Abstention               | Abstention               | 28 757       | 31,47        | 29 174      | 31,93       |
| Inscrits / participation | Inscrits / participation | Inscrits / participation | Inscrits / participation | 91 368       | 68,53        | 91 374      | 68,07       |

#### Deuxième circonscription
Députée sortante : Nathalie Oziol (La France insoumise).
| Candidat                 | Candidat                 | Parti et coalition       | Nuance                   | Premier tour | Premier tour |
| Candidat                 | Candidat                 | Parti et coalition       | Nuance                   | Voix         | %            |
| ------------------------ | ------------------------ | ------------------------ | ------------------------ | ------------ | ------------ |
|                          | Nathalie Oziol           | LFI (NFP)                | UG                       | 24 707       | 58,22        |
|                          | Robert Le Stum           | RE (ENS)                 | ENS                      | 7 230        | 17,04        |
|                          | Flavia Mangano           | RN                       | RN                       | 7 202        | 16,97        |
|                          | Sandra Houée             | LR - NÉ (UDC)            | LR                       | 1 821        | 4,29         |
|                          | Christelle Boyer         | VD - UDI                 | UDI                      | 1 157        | 2,73         |
|                          | Didier Michel            | LO                       | EXG                      | 301          | 0,71         |
|                          | Hugo Leboon              | SE                       | DIV                      | 19           | 0,04         |
|                          |                          |                          |                          |              |              |
| Votes valides            | Votes valides            | Votes valides            | Votes valides            | 42 437       | 98,08        |
| Votes blancs             | Votes blancs             | Votes blancs             | Votes blancs             | 547          | 1,26         |
| Votes nuls               | Votes nuls               | Votes nuls               | Votes nuls               | 282          | 0,65         |
| Total                    | Total                    | Total                    | Total                    | 43 266       | 100          |
| Abstention               | Abstention               | Abstention               | Abstention               | 23 960       | 35,64        |
| Inscrits / participation | Inscrits / participation | Inscrits / participation | Inscrits / participation | 67 226       | 64,36        |

#### Troisième circonscription
Députée sortante : Laurence Cristol (Renaissance).
| Candidat                 | Candidat                 | Parti et coalition       | Nuance                   | Premier tour | Premier tour | Second tour | Second tour |
| Candidat                 | Candidat                 | Parti et coalition       | Nuance                   | Voix         | %            | Voix        | %           |
| ------------------------ | ------------------------ | ------------------------ | ------------------------ | ------------ | ------------ | ----------- | ----------- |
|                          | Fanny Dombre-Coste       | PS (NFP)                 | UG                       | 22 968       | 33,90        | 36 860      | 58,29       |
|                          | Lauriane Troise          | RN                       | RN                       | 21 872       | 32,28        | 26 379      | 41,71       |
|                          | Laurence Cristol         | RE (ENS)                 | ENS                      | 19 714       | 29,10        | Retrait     | Retrait     |
|                          | Flavio Dalmau            | LÉA (RAS)                | ECO                      | 2 049        | 3,02         |             |             |
|                          | Babeth Ségura            | REC                      | REC                      | 793          | 1,17         |             |             |
|                          | Serge Gachon             | LO                       | EXG                      | 359          | 0,53         |             |             |
|                          |                          |                          |                          |              |              |             |             |
| Votes valides            | Votes valides            | Votes valides            | Votes valides            | 67 755       | 97,63        | 63 239      | 92,21       |
| Votes blancs             | Votes blancs             | Votes blancs             | Votes blancs             | 1 164        | 1,68         | 4 227       | 6,16        |
| Votes nuls               | Votes nuls               | Votes nuls               | Votes nuls               | 482          | 0,69         | 1 118       | 1,63        |
| Total                    | Total                    | Total                    | Total                    | 69 401       | 100          | 68 584      | 100         |
| Abstention               | Abstention               | Abstention               | Abstention               | 24 655       | 26,21        | 25 476      | 27,08       |
| Inscrits / participation | Inscrits / participation | Inscrits / participation | Inscrits / participation | 94 056       | 73,79        | 94 060      | 72,92       |

#### Quatrième circonscription
Député sortant : Sébastien Rome (La France insoumise).
| Candidat                 | Candidat                 | Parti et coalition       | Nuance                   | Premier tour | Premier tour | Second tour | Second tour |
| Candidat                 | Candidat                 | Parti et coalition       | Nuance                   | Voix         | %            | Voix        | %           |
| ------------------------ | ------------------------ | ------------------------ | ------------------------ | ------------ | ------------ | ----------- | ----------- |
|                          | Manon Bouquin            | RN                       | RN                       | 35 216       | 41,26        | 40 186      | 50,49       |
|                          | Sébastien Rome           | LFI (NFP)                | UG                       | 28 171       | 33,00        | 39 408      | 49,51       |
|                          | Jean-François Eliaou     | HOR (ENS)                | ENS                      | 19 260       | 22,56        | Retrait     | Retrait     |
|                          | Bleuette Simon           | REC                      | REC                      | 1 822        | 2,13         |             |             |
|                          | Florence Larue           | LO                       | EXG                      | 886          | 1,04         |             |             |
|                          |                          |                          |                          |              |              |             |             |
| Votes valides            | Votes valides            | Votes valides            | Votes valides            | 85 354       | 96,70        | 79 594      | 90,66       |
| Votes blancs             | Votes blancs             | Votes blancs             | Votes blancs             | 2 111        | 2,39         | 6 324       | 7,20        |
| Votes nuls               | Votes nuls               | Votes nuls               | Votes nuls               | 804          | 0,91         | 1 874       | 2,13        |
| Total                    | Total                    | Total                    | Total                    | 88 269       | 100          | 87 792      | 100         |
| Abstention               | Abstention               | Abstention               | Abstention               | 32 147       | 26,70        | 32 602      | 27,08       |
| Inscrits / participation | Inscrits / participation | Inscrits / participation | Inscrits / participation | 120 416      | 73,30        | 120 394     | 72,92       |

Dans la commune d'Usclas-du-Bosc au 1er tour, 143 bulletins valides ont été dépouillés contre 142 suffrages exprimés. L'un des candidats ci-dessus a donc obtenu en réalité une voix de moins par rapport aux résultats officiels, sans que l'on puisse identifier lequel.

#### Cinquième circonscription
Députée sortante : Stéphanie Galzy (Rassemblement national).
| Candidat                 | Candidat                 | Parti et coalition       | Nuance                   | Premier tour | Premier tour | Second tour | Second tour |
| Candidat                 | Candidat                 | Parti et coalition       | Nuance                   | Voix         | %            | Voix        | %           |
| ------------------------ | ------------------------ | ------------------------ | ------------------------ | ------------ | ------------ | ----------- | ----------- |
|                          | Stéphanie Galzy          | RN                       | RN                       | 32 781       | 48,88        | 36 171      | 55,36       |
|                          | Aurélien Manenc          | PS (NFP)                 | UG                       | 21 640       | 32,27        | 29 172      | 44,64       |
|                          | Philippe Huppé           | PRV (ENS)                | ENS                      | 9 369        | 13,97        |             |             |
|                          | Lilian Bourrié           | REC                      | REC                      | 1 346        | 2,01         |             |             |
|                          | Rémy Groussard           | SE                       | DIV                      | 1 121        | 1,67         |             |             |
|                          | Véronique Chesnard       | LO                       | EXG                      | 809          | 1,21         |             |             |
|                          |                          |                          |                          |              |              |             |             |
| Votes valides            | Votes valides            | Votes valides            | Votes valides            | 67 066       | 96,39        | 65 343      | 93,55       |
| Votes blancs             | Votes blancs             | Votes blancs             | Votes blancs             | 1 736        | 2,50         | 3 296       | 4,72        |
| Votes nuls               | Votes nuls               | Votes nuls               | Votes nuls               | 776          | 1,12         | 1 211       | 1,73        |
| Total                    | Total                    | Total                    | Total                    | 69 578       | 100          | 69 850      | 100         |
| Abstention               | Abstention               | Abstention               | Abstention               | 30 432       | 30,43        | 30 168      | 30,16       |
| Inscrits / participation | Inscrits / participation | Inscrits / participation | Inscrits / participation | 100 010      | 69,57        | 100 018     | 69,84       |

#### Sixième circonscription
Députée sortante : Emmanuelle Ménard (Indépendante, élue en 2022 en tant qu'apparentée Rassemblement national).
| Candidat                 | Candidat                   | Parti et coalition       | Nuance                   | Premier tour | Premier tour | Second tour | Second tour |
| Candidat                 | Candidat                   | Parti et coalition       | Nuance                   | Voix         | %            | Voix        | %           |
| ------------------------ | -------------------------- | ------------------------ | ------------------------ | ------------ | ------------ | ----------- | ----------- |
|                          | Julien Gabarron            | RN                       | RN                       | 25 563       | 41,05        | 29 288      | 47,26       |
|                          | Emmanuelle Ménard          | SE                       | DVD                      | 16 968       | 27,25        | 18 091      | 29,19       |
|                          | Magali Crozier             | LFI (NFP)                | UG                       | 13 126       | 21,08        | 14 592      | 23,55       |
|                          | Sarah-Fatima Daudé-Allaoui | HOR (ENS)                | ENS                      | 6 149        | 9,87         |             |             |
|                          | Laurent Gilhodès           | LO                       | EXG                      | 472          | 0,76         |             |             |
|                          |                            |                          |                          |              |              |             |             |
| Votes valides            | Votes valides              | Votes valides            | Votes valides            | 62 278       | 97,95        | 61 971      | 97,27       |
| Votes blancs             | Votes blancs               | Votes blancs             | Votes blancs             | 941          | 1,48         | 1 318       | 2,07        |
| Votes nuls               | Votes nuls                 | Votes nuls               | Votes nuls               | 363          | 0,57         | 419         | 0,66        |
| Total                    | Total                      | Total                    | Total                    | 63 582       | 100          | 63 708      | 100         |
| Abstention               | Abstention                 | Abstention               | Abstention               | 31 359       | 33,03        | 31 278      | 32,93       |
| Inscrits / participation | Inscrits / participation   | Inscrits / participation | Inscrits / participation | 94 941       | 66,97        | 94 986      | 67,07       |

#### Septième circonscription
Député sortant : Aurélien Lopez-Liguori (Rassemblement national).
|                          | Aurélien Lopez-Liguori   | RN                       | RN                       | 37 495  | 51,66 |  |  |
|                          | Gabriel Blasco           | PCF (NFP)                | UG                       | 18 415  | 25,37 |  |  |
|                          | Jocelyne Gizardin        | HOR (ENS)                | ENS                      | 15 618  | 21,52 |  |  |
|                          | Daniel Pilaudeau         | LO                       | EXG                      | 1 047   | 1,44  |  |  |
|                          |                          |                          |                          |         |       |  |  |
| Votes valides            | Votes valides            | Votes valides            | Votes valides            | 72 575  | 96,85 |  |  |
| Votes blancs             | Votes blancs             | Votes blancs             | Votes blancs             | 1 485   | 1,98  |  |  |
| Votes nuls               | Votes nuls               | Votes nuls               | Votes nuls               | 873     | 1,17  |  |  |
| Total                    | Total                    | Total                    | Total                    | 74 933  | 100   |  |  |
| Abstention               | Abstention               | Abstention               | Abstention               | 35 529  | 32,16 |  |  |
| Inscrits / participation | Inscrits / participation | Inscrits / participation | Inscrits / participation | 110 462 | 67,84 |  |  |

#### Huitième circonscription
Député sortant : Sylvain Carrière (La France insoumise).
| Candidat                 | Candidat                 | Parti et coalition       | Nuance                   | Premier tour | Premier tour | Second tour | Second tour |
| Candidat                 | Candidat                 | Parti et coalition       | Nuance                   | Voix         | %            | Voix        | %           |
| ------------------------ | ------------------------ | ------------------------ | ------------------------ | ------------ | ------------ | ----------- | ----------- |
|                          | Cédric Delapierre        | RN                       | RN                       | 25 831       | 40,12        | 29 446      | 49,67       |
|                          | Sylvain Carrière         | LFI (NFP)                | UG                       | 21 061       | 32,71        | 29 841      | 50,33       |
|                          | Isabelle Autier          | HOR (ENS)                | ENS                      | 10 854       | 16,86        |             |             |
|                          | Bérangère Dubus          | NÉ (UDC)                 | DVD                      | 4 083        | 6,34         |             |             |
|                          | Sabria Bouallaga         | LÉA (RAS)                | ECO                      | 2 019        | 3,14         |             |             |
|                          | Thomas Garnier           | LO                       | EXG                      | 533          | 0,83         |             |             |
|                          |                          |                          |                          |              |              |             |             |
| Votes valides            | Votes valides            | Votes valides            | Votes valides            | 64 381       | 97,45        | 59 287      | 91,14       |
| Votes blancs             | Votes blancs             | Votes blancs             | Votes blancs             | 1 112        | 1,68         | 4 314       | 6,63        |
| Votes nuls               | Votes nuls               | Votes nuls               | Votes nuls               | 571          | 0,86         | 1 452       | 2,23        |
| Total                    | Total                    | Total                    | Total                    | 66 064       | 100          | 65 053      | 100         |
| Abstention               | Abstention               | Abstention               | Abstention               | 29 580       | 30,93        | 30 608      | 32,00       |
| Inscrits / participation | Inscrits / participation | Inscrits / participation | Inscrits / participation | 95 644       | 69,07        | 95 661      | 68,00       |

#### Neuvième circonscription
Député sortant : Patrick Vignal (Renaissance).
| Candidat                 | Candidat                 | Parti et coalition       | Nuance                   | Premier tour | Premier tour | Second tour | Second tour |
| Candidat                 | Candidat                 | Parti et coalition       | Nuance                   | Voix         | %            | Voix        | %           |
| ------------------------ | ------------------------ | ------------------------ | ------------------------ | ------------ | ------------ | ----------- | ----------- |
|                          | Charles Alloncle         | RÀD (RN)                 | UXD                      | 21 734       | 36,43        | 28 433      | 51,90       |
|                          | Nadia Belaouni           | LFI (NFP)                | UG                       | 17 463       | 29,27        | 26 353      | 48,10       |
|                          | Patrick Vignal           | RE (ENS)                 | ENS                      | 14 918       | 25,00        | Retrait     | Retrait     |
|                          | Anthony Belin            | NÉ (UDC)                 | DVD                      | 2 046        | 3,43         |             |             |
|                          | Frédéric Bort            | RN diss.                 | REC                      | 1 481        | 2,48         |             |             |
|                          | William Viste,           | LR diss.                 | DVD                      | 899          | 1,51         |             |             |
|                          | Patrice Boccadifuoco     | LMR                      | DVD                      | 584          | 0,98         |             |             |
|                          | Nathalie Peiro           | LO                       | EXG                      | 459          | 0,77         |             |             |
|                          | Géry Laly                | RN diss.                 | DVD                      | 82           | 0,14         |             |             |
|                          |                          |                          |                          |              |              |             |             |
| Votes valides            | Votes valides            | Votes valides            | Votes valides            | 59 666       | 97,22        | 54 786      | 90,58       |
| Votes blancs             | Votes blancs             | Votes blancs             | Votes blancs             | 1 124        | 1,83         | 4 301       | 7,11        |
| Votes nuls               | Votes nuls               | Votes nuls               | Votes nuls               | 581          | 0,95         | 1 398       | 2,31        |
| Total                    | Total                    | Total                    | Total                    | 61 371       | 100          | 60 485      | 100         |
| Abstention               | Abstention               | Abstention               | Abstention               | 29 271       | 32,29        | 30 169      | 33,28       |
| Inscrits / participation | Inscrits / participation | Inscrits / participation | Inscrits / participation | 90 642       | 67,71        | 90 654      | 66,72       |